# Hippophae
Hippophae L., 1753 è un genere di piante della famiglia Elaeagnaceae. Si tratta di piante estremamente resistenti al freddo, fino a  −43 °C. 
Il nome del genere deriva dall'usanza di somministrare la pianta ai cavalli per aumentarne la salute e l'apparenza: hippo (cavallo) e phaos (brillante).

## Tassonomia

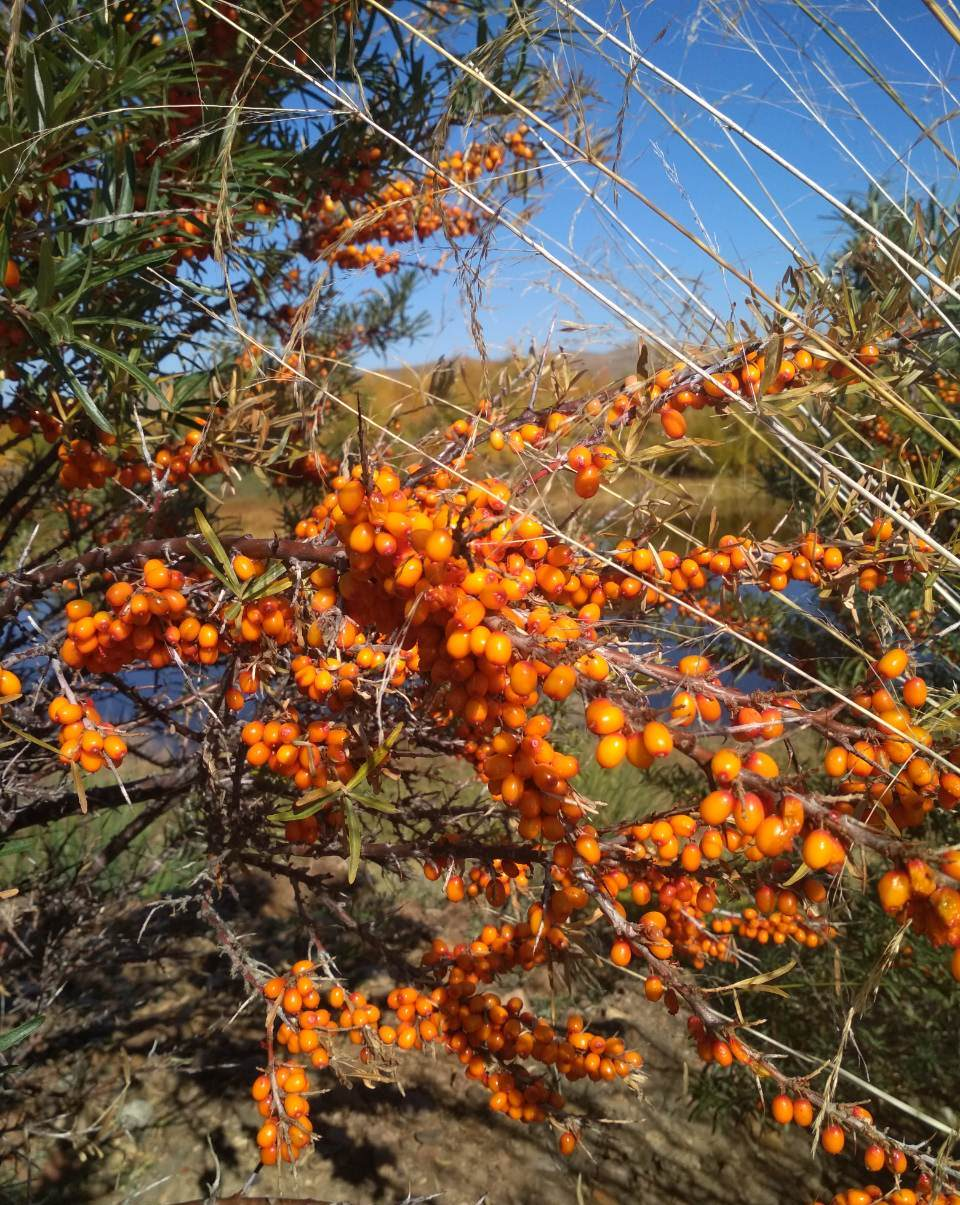
Bacche mature di olivello spinoso. Distretto di Selenginsky, Buriazia, Russia

Il genere Hippophae comprende le seguenti specie:
- Hippophae × goniocarpa Y.S. Lian & et al. ex Swenson & Bartish
- Hippophae gyantsensis (Rousi) Y.S. Lian
- Hippophae litangensis Y.S. Lian & X.L. Chen ex Swenson & Bartish
- Hippophae neurocarpa S.W. Liu & T.N. He
- Hippophae rhamnoides L.
- Hippophae salicifolia D.Don
- Hippophae sinensis (Rousi) Tzvelev
- Hippophae tibetana Schltdl.